# 阿布维尔 (南卡罗来纳州)
阿布维尔（英語：Abbeville）是美国南卡罗来纳州下属的一座城市，城市类型是「City」。其面积大约为6.13平方英里（15.87平方公里）。根据2020年美國人口普查，该市有人口4,874人，人口密度约为每平方英里784.23人（约合每平方公里302.77人）。